# マーク・デミング
マーク・デミング（Mark Deming、1960年 - ）は、ミシガン州ジャクソン生まれのアメリカ合衆国の音楽評論家、映画評論家、ジャーナリストであり、映画俳優やミュージシャンとしての活動もしている。1999年以来、オール・ミュージック・ガイドで働いており、音楽や映画の評論を担当している。

## 経歴
デミングは、1978年にミシガン州立大学を卒業し、ジャーナリズムの学士 (B.A.)を得た。同じく1978年には、ロバート・アルトマン監督の映画『ウエディング (A Wedding)』に、脇役で出演した。1980年にはカルト映画『Gorp』に出演して、愛すべき人物ロブスター・ニューバーグ (Lobster Newberg) を演じた。
1980年代後半には、The Lime Giants という、ランシングを拠点として活動したオルタナティヴ・ロックのバンドで、リード・ボーカルをとっていた。このバンドの楽曲としては、「Amy Carter」、「Down in the Boneyard」（別名：「Down in Livonia」）、「Johnny Quest」などがあった。このバンドは1989年に、アルバム『’’At Home With The Lime Giants"』をリリースしたが、この8曲入りの作品は、中西部の倦怠感とレーガン時代の喧騒に満ちたものであった。